# 竹内春樹
竹内 春樹（たけうち はるき、1954年1月9日 - ）は、日本の男性俳優、声優。
島根県出身。血液型 O型。身長 183cm。体重 80kg。下町かぶき組所属。

## 出演作品

### 舞台
- 2004年4月　明治座「雪之丞変化」 -　横山五助 役
- 2005年1月　御園座「ジパング」 -　若村君男（悪人） 役
- 2005年12月　明治座「男の花道」
- 2006年2月　御園座「新章・美空ひばり　不死鳥伝説」 -　生方伊助（劇場主） 役
- 2006年8月　明治座「新・四谷怪談」 -　按摩宅悦 役
- 2007年1月　新歌舞伎座「くらわんか！」
- 2007年9月　明治座「さくら吹雪」
- 2007年12月　新歌舞伎座「乾いて候」 -　甲賀大掾、山内伊賀亮 役
- 2008年10月　杉良太郎プロデュース　新歌舞伎座特別企画公演
- 2008年11月　新歌舞伎座「人形佐七捕物帳」 -　悪の同心・真鍋兵五郎 役
- 2008年12月　御園座「桜吹雪忠臣蔵　我が命、雪に舞え」 -　赤穂浪士・小山田庄左衛門 役
- 2009年2月　明治座「うらめし屋繁昌記」細川たかし・長山洋子 特別公演
- 2009年4月　明治座「沓掛時次郎」「誠の意地悪バアさんVS唄子の新妻」
- 2010年8月　御園座「空よ、海よ、わが母よ〜若き海軍飛行士官の物語〜」
- 2010年11月　シェイクスピア原作「アントニーとクレオパトラ」シアター1010 他全国巡演
- 2011年7月　中日劇場　細川たかし・大月みやこ 特別公演「一本刀土俵入」
- 2012年8月　新歌舞伎座　松井誠・池畑慎之介「四谷怪談」

### ラジオドラマ（オーディオドラマ）
- 2012年1月　NHKオーディオドラマ「レディ・パイレーツ」（NHK-FM放送、青春アドベンチャー） -　海賊エドワード・ロウ 役
- 2012年2月　NHKオーディオドラマ「魔術師」（NHKFM、青春アドベンチャー）

### テレビアニメ
- 2010年　最強武将伝 三国演義（ソロ 役）

### テレビドラマ（実写）
- 1977年　円盤戦争バンキッド（日本テレビ）
- 1981年　空よ海よ息子たちよ（TBS）
- 1981年　闇を斬れ 第16話「隠密犬・危機一髪!」（関西テレビ / 松竹） - 家臣 役
- 1982年　太陽にほえろ! 第498話「600秒の賭け」（日本テレビ / 東宝）
- 1987年　黒い仮面の美女 江戸川乱歩の「凶器」（テレビ朝日 / 松竹）
- 2000年　次郎長三国志（テレビ東京）